# Гжебене
Гжебене (пол. Grzebienie) — село в Польщі, у гміні Домброва-Білостоцька Сокульського повіту Підляського воєводства.
Населення — 241 особа (2011).
У 1975-1998 роках село належало до Білостоцького воєводства.

## Демографія
Демографічна структура станом на 31 березня 2011 року:
|          | Загалом | Допрацездатний вік | Працездатний вік | Постпрацездатний вік |
| -------- | ------- | ------------------ | ---------------- | -------------------- |
| Чоловіки | 114     | 20                 | 65               | 29                   |
| Жінки    | 127     | 23                 | 50               | 54                   |
| Разом    | 241     | 43                 | 115              | 83                   |